# Joyce Vanderbeken
Joyce Vanderbeken, née le 26 août 1984 à Courtrai, est une coureuse cycliste belge. Spécialisée en cyclo-cross et en VTT cross-country, elle a été championne de Belgique de cyclo-cross en 2009 et de VTT cross-country en 2011.

## Palmarès en cyclo-cross
- 2008-2009
  -  Championne de Belgique de cyclo-cross
  - 6e du Trophée Gazet van Antwerpen
- 2009-2010
  - 2e du championnat de Belgique de cyclo-cross
  - 7e du Trophée Gazet van Antwerpen
- 2010-2011
  - 3e du championnat de Belgique de cyclo-cross
  - 10e du Trophée Gazet van Antwerpen
- 2011-2012
  - 2e du championnat de Belgique de cyclo-cross
- 2012-2013
  - 3e du championnat de Belgique de cyclo-cross
  - 10e du Trophée Banque Bpost
- 2015-2016
  - Cyclo-cross international de Marle
- 2016-2017
  - GGEW Grand Prix, Bensheim
- 2017-2018
  - QianSen Trophy Cyclocross #1, Beijing (Fengtai Changxindian)
  - QianSen Trophy Cyclocross #2, Beijing (Yanqing Station)
- 2018-2019
  - Coupe de France de cyclo-cross #1, Razès
- 2019-2020
  - Qiansen trophy Aohan Station, Aohan County
  - Qiansen Trophy Fengfeng Station, Fengfeng
  - Int. Radquerfeldein GP Lambach/Stadl-Paura, Stadl-Paura
- 2020-2021
  - Toi Toi Cup #5, Jičín
- 2021-2022
  - Grand Prix Dohňany, Dohňany
- 2023-2024
  - Toi Toi Cup #5, Rýmařov

## Palmarès en VTT
- Championne de Belgique de cross-country marathon en 2005
- Championne de Belgique de cross-country en 2011